# Roger Lucchesi
Pour les articles homonymes, voir Lucchesi.
Œuvres principales
- Aimer comme je t’aime (1950)
- Les Lavandières du Portugal (1954)

Roger Lucchesi est un compositeur et un parolier français né le 1er janvier 1912 à Ajaccio (Corse-du-Sud) et mort le 20 mai 1983 dans le 10e arrondissement de Paris.
Roger Lucchesi est surtout connu pour avoir écrit les paroles d’Aimer comme je t’aime en 1950 (musique d'Hubert Giraud), des Lavandières du Portugal en 1954 (musique d'André Popp) et Quand elle danse de Dario Moreno (musique de Mercedes Valdes).

## Filmographie
- 1942 : Fièvres de Jean Delannoy
- 1943 : Six petites filles en blanc d'Yvan Noé
- 1943 : Mon amour est près de toi de Richard Pottier
- 1944 : L’Île d’amour de Maurice Cam
- 1946 : Le Gardian de Jean de Marguenat
- 1949 : Valse brillante de Jean Boyer
- 1949 : Je n'aime que toi de Pierre Montazel
- 1950 : Pas de week-end pour notre amour de Pierre Montazel
- 1951 : Pas de vacances pour Monsieur le Maire de Maurice Labro
- 1957 : Les Lavandières du Portugal de Pierre Gaspard-Huit

## Vie privée
Roger Lucchesi a épousé la chanteuse Annie Rouvre le 8 juin 1950 dont il a eu une fille. Le couple a divorcé le 21 juillet 1952. Annie Rouvre faisait partie du groupe vocal le Trio Do-Ré-Mi créé par Hubert Giraud dont faisait également partie Roger Lucchesi.